# Alessandro Luzzago
Alessandro Luzzago (Brescia, ottobre 1551 – Brescia, 7 maggio 1602) è stato un teologo, filosofo e educatore italiano.

## Storia
Nato a Brescia nell'ottobre del 1551 da Girolamo e da Paola Peschiera, in una delle più importanti famiglie del patriziato cittadino, i Luzzago. Fin da bambino fu educato alla pratica devota e all'apostolato.
Nel convento di Sant'Antonio dei gesuiti dal 1570 si impegnò in un corso di filosofia. Proprio in quel luogo dibatté in pubblico 737 argomenti filosofici. Fra il 1578 e il 1582, con l'aiuto del cardinale Carlo Borromeo, partecipò a Milano ai corsi di teologia dei gesuiti di Brera. Soltanto nel 1586 si laureò a Padova in filosofia e teologia.
Luzzago era desideroso di entrare a far parte della Compagnia di Gesù, ma le difficoltà economiche della famiglia, causate da alcune transazioni inopportune del padre, glielo impedirono.
Nel 1595 fu nominato conservatore dei Monti di Pietà, mentre nel 1597 fu eletto protettore della Compagnia delle Dimesse di Sant'Orsola e di altri due istituti caritativi bresciani: il Soccorso e le Zitelle. Riorganizzò e diede nuovo impulso, inoltre, a un'altra istituzione sorta dopo il Concilio di Trento: la Scuola della dottrina cristiana. Per gli studenti fondò la Congregazione di Santa Caterina da Siena. Per far sì che il suo operato continuasse, fondò la Congregazione dello Spirito Santo, che raccolse i membri della classe dirigente cittadina con l'obiettivo di cooperare più efficacemente e concordemente al sostegno di tutte le buone istituzioni e mantenere un clima di concordia; infatti Luzzago intercedeva per la conciliazione delle famiglie nobili bresciane spesso in conflitto.
La sua indole caritativa emerse soprattutto quando, dal 1584, venne a far parte del Consiglio della città, dove seppe armonizzare le strutture governative ed organismi canonici. Nelle opere scritte dal Luzzago vi sono indicazioni per i cavalieri di Malta, sulla carità, ispirati al modello della Compagnia di Gesù. Durante il suo viaggio a Roma esaminò le strutture di beneficenza per poi proporle a Brescia. In quest'occasione ebbe la possibilità di conoscere Filippo Neri. In un'epistola del segretario del cardinale Gianfrancesco Morosini, risalente al 1595, Luzzago venne informato che il papa, Clemente VIII, aveva preso in considerazione il suo nome per la carica di arcivescovo di Milano.
Luzzago morì il 7 maggio 1602 e fu sepolto nella chiesa di San Barnaba a Brescia. Nel 1878 le spoglie furono trasferite nella chiesa di Santa Maria della Pace, ove ancora riposano.

## Il culto
Nel 1751 fu avviata presso la Congregazione dei riti la causa di beatificazione del Luzzago. Nel 1899 Leone XIII, riconosciute le sue virtù eroiche, gli conferì il titolo di venerabile.